# Ritratto di Lady Theresa Shirley
Lady Theresa Shirley (Theresa Khan) era una nobildonna circassa cristiana, moglie dell'inglese Sir Robert Shirley, ambasciatore dello Scià di Persia. Nel 1617 Shah Abbas I inviò Robert Shirley e la moglie a Roma presso papa Gregorio XV, per negoziare una alleanza contro i turchi. Fu in questa occasione (i coniugi rimasero a Roma fino al 1622) che van Dyck ritrasse la nobildonna ed il marito.
La donna è ritratta seduta con abiti preziosi, tipici della sua terra d'origine. Il dipinto, come tecnica e uso dei colori, rimanda alla ritrattistica veneziana. Si presenta come pendant del Ritratto di Sir Robert Shirley.